# Sheikh Russel KC
El Sheikh Russel KC es un equipo de fútbol de Bangladés que juega en la Bangladesh League, la liga de fútbol más importante del país.

## Historia
Fue fundado en el año 1993 en la capital Daca y es uno de los equipos fundadores de la Bangladesh League en el año 2007, en el cual quedaron en el cuarto lugar. Han sido uno de los equipos más estables de la máxima categoría, pero fue hasta el 2012 que comenzaron a conseguir logros a nivel local y en la temporada 2012/13 consiguieron su primer título de liga.
A nivel internacional tendrán su primera participación en la Copa Presidente de la AFC 2014.

## Palmarés
- Bangladesh League: 1

2012/13
- Copa Federación de Bangladesh: 1

2012
- Copa Independencia de Bangladesh: 1

2012/13

## Participación en competiciones de la AFC
| Temporada | Torneo              | Ronda          | Club          | Resultado |
| --------- | ------------------- | -------------- | ------------- | --------- |
| 2014      | AFC President's Cup | Fase de grupos | KRL           | 0–0       |
| 2014      | AFC President's Cup | Fase de grupos | Air Force     | 5–0       |
| 2014      | AFC President's Cup | Fase de grupos | Ugyen Academy | 4–0       |
| 2014      | AFC President's Cup | Fase Final     | Erchim        | 1–0       |
| 2014      | AFC President's Cup | Fase Final     | Rimyongsu     | 0–4       |
| 2015      | AFC Cup             | Preliminar     | Khayr Vahdat  | 0–1       |
| 2017      | AFC Cup             | Clasificatoria | Tatung        | 1–1       |
| 2017      | AFC Cup             | Clasificatoria | FC Terton     | 3–4       |